# 蘭達夫教區
聖公會蘭達夫教區（英語：Diocese of Llandaff）是聖公會威爾斯教會的一個教區。轄區位於威爾斯南部。下分三個會吏長區。
教區由聖德祿在6世紀創立，教座位於威爾斯首府加的夫郊外的蘭達夫。座堂是蘭達夫座堂。現任主教為朱恩．奧斯本。